# Abe Gaje
Abe Gaje (Ab Gaj) é uma vila do Afeganistão, localizada na província de Badaquexão. Fica na margem esquerda do rio Uacã, a cerca de 1,6 quilômetro a montante da reunião daquele rio e do Amu Dária, e a cerca de 16 quilômetros a sudeste de Cala Panja.